# Le Diamant

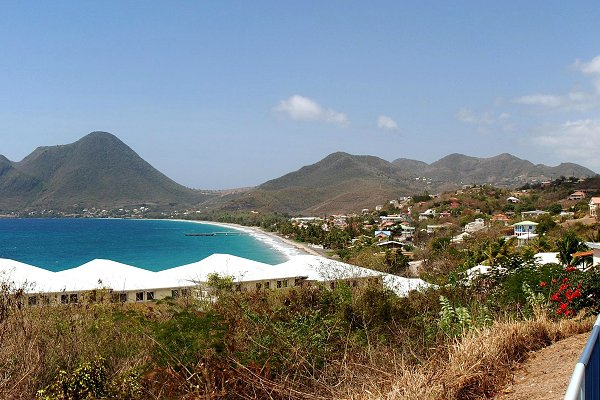
Municipio de Le Diamant (Martinica). Al fondo, el Morne Larcher

Le Diamant (en francés El Diamante) es una comuna francesa, situada en el departamento y región antillano de Martinica. 

## Características generales
Es un pueblo famoso por su peñón que tiene la forma de diamante que los ingleses utilizaron en 1804 como base naval y militar.
Se encuentra al sudeste de la Martinica. En frente en el mar hay un peñón en forma de diamante, viejo cobijo de piratas,[cita requerida] y base naval y militar durante los combates entre franceses y británicos en el Mar Caribe durante el siglo XIX.